# Lehmijärvi (sjö i Egentliga Finland)
Lehmijärvi är en sjö i Finland. Den ligger i Salo stad i landskapet Egentliga Finland, i den södra delen av landet, 100 km väster om huvudstaden Helsingfors. Lehmijärvi ligger 45,4 meter över havet. I omgivningarna runt Lehmijärvi växer i huvudsak barrskog. Arean är 63,4 hektar och strandlinjen är 4,87 kilometer lång. Sjön  ingår i Skärgårdshavets kustområde, Åland. 